# Fosca (opera)

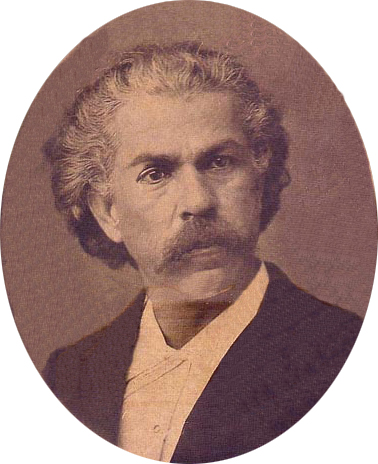
Antônio Carlos Gomes

Fosca är en opera seria i fyra akter med musik av den brasilianske kompositören Antônio Carlos Gomes. Det italienska  librettot skrevs av Antonio Ghislanzoni efter Luigi Capranicas roman La festa delle Marie (1869).

## Uppförandehistorik
Operan hade premiär på La Scala i Milano den 16 februari 1873. Det blev ett fiasko på grund av en dispyt mellan anhängare av bel canto och beundrare av Wagners musikdrama. Gomes reviderade operan 1877, och i denna nya version hade operan (nu beskriven som en melodram) nypremiär den 7 februari 1878, åter igen på La Scala, och blev en succé.
Sedan dess har uppsättningar av operan, mestadels i Brasilien, varit sällsynta. Den senaste uppsättningen gavs på Teatro Amazonas i Manaus i maj  1998, och på Wexford Festival Opera i oktober samma år. I december 2016 satte Theatro Municipal de São Paulo upp operan i en nyproduktion.

## Personer
| Roller                                              | Stämma  | Premiärbesättning 16 februari 1873 (Dirigent: Franco Faccio) | Reviderad version 7 februari 1878 (Dirigent: Franco Faccio) |
| --------------------------------------------------- | ------- | ------------------------------------------------------------ | ----------------------------------------------------------- |
| Gajolo, ledare för ett gäng pirater                 | bas     | Ormondo Maini                                                | Ormondo Maini                                               |
| Fosca, hans syster                                  | sopran  | Gabrielle Krauss                                             | Amalia Fossa                                                |
| Cambro, en venetiansk desertör, Gajolos tjänare     | baryton | Victor Maurel                                                | Gustavo Moriami                                             |
| Paolo, en venetiansk fånge hos Gajolo               | tenor   | Carlo Bulterini                                              | Francesco Tamagno                                           |
| Delia, förlovad med Paolo                           | sopran  | Cristina Lamare                                              | Adele Garbini                                               |
| Michele Giotta, en venetiansk senator, Paolos fader | bas     | Angelo De Giuli                                              | Carlo Moretti                                               |
| Dogen av Venedig                                    | bas     | Giovanni Tanzio                                              | Ettore Marcassa                                             |
| Pirater, invånare i Venedig                         |         |                                                              |                                                             |

## Handling
Plats: Istrien och Venedig
Tid: 900-talet

### Akt 1
Piraternas tillhåll nära Piran
Piraternas frågar Gajolo om deras nästa tillslag. Han planerar att kidnappa några blivande brudar som ska delta i "Mariafesten" i San Pietro di Castello i Venedig. Cambro anländer för att meddela att Michele Giotta, fader till piraternas fånge Paolo, har utlyst en belöning för sin sons befrielse. Fosca, som älskar Paolo, föreslår att lura Giotta och ta pengarna utan att frige Paolo. Piraterna avvisar denna ohederliga plan. Gajolo ber Cambro att bevaka Fosca och piraterna försvinner. Paolo, som tror att han ska avrättas, förs ut från sin cell av Fosca. Hon bekänner sin kärlek men han avvisar henne: han är kär i Delia som han är förlovad med. Gajolo återvänder med Giotta som har betalat Paolos lösensumma och till Foscas skräck försvinner far och son till Venedig. Cambro frågar Fosca vad hans belöning blir om han kan föra Delia till henne. Hon svarar: "Jag gifter mig med dig".

### Akt 2
Scen 1: Delias hus i Venedig
Paolo och Delia ska gifta sig om en timme. Delia oroar sig att Paolo kan ha tjusats av Fosca, som skötte om honom under hans fångenskap. Paolo bedyrar att så inte är fallet. Förklädd till en turkisk köpman erbjuder Cambro att sälja dyrbara juveler till Delia. Hon avböjer. Paolo och Delia utbyter ömma farväl och går i var sin riktning för att förbereda bröllopet. Cambro se fram emot att föra bort Delia.
Scen 2: Et torg (piazza) framför kyrkan San Pietro
Fortfarande förklädd berättar Cambro för Fosca (också förklädd) om Paolos kärlek till Delia och lovar att han ska hämnas henne. Hon framkallar demoner och förbannelser mot Gid. Gajolo är förvånad över att se Fosca vid kyrkan, men hon försäkrar honom att hon inte ska hindra anfallet. Bröllopsceremonin börjar och plötsligt anfaller Fosca Paolo. Piraterna håller tillbaka henne men hon upprepar sin önskan om hämnd. Processionen fortsätter och några av piraterna för bort Delia till Foscas glädje. Paolo tas också till fånga men en grupp venetianare övermannar Gajolo.

### Akt 3
En cell i piraternas tillhåll

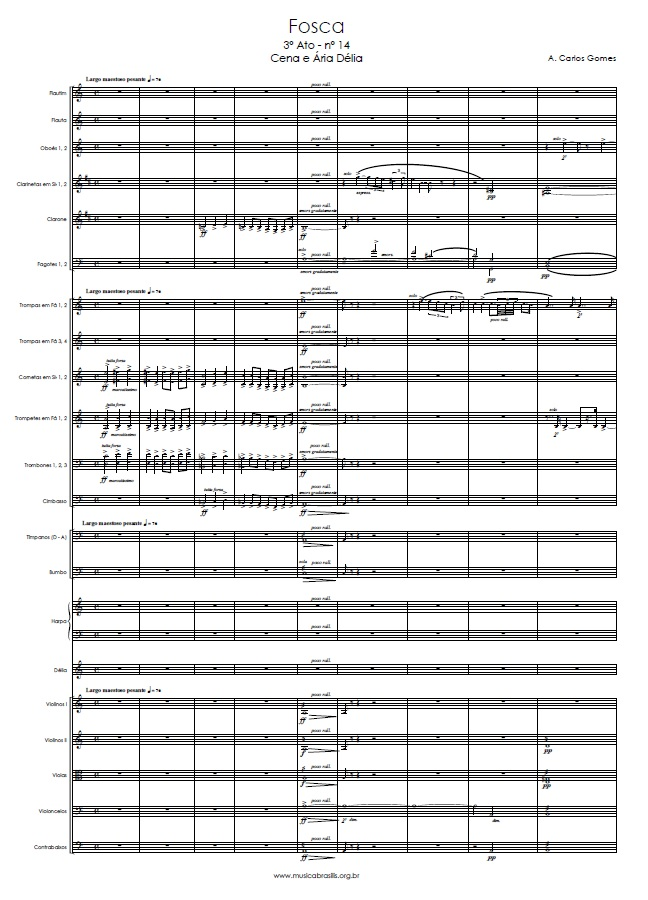
Partitursida från akt III.

Delia begråter sitt öde och separation från Paolo. Fosca kommer in och Delia känner igen henne från attacken i kyrkan. Fosca berättar att Paolo nu är i hennes våld. Delia ber henne att skona Paolo och erbjuder sig att dö i hans ställer eller bli Foscas slavinna. Rörd säger Fosca att det är hon som ska plågas. Piraterna förfäras över att Gajolo har tagits tillfånga. Cambro göder Foscas svartsjuka än mer, och hon bestämmer att hon ska frige Gajolo och hedra sitt löfte till Gambro.

### Akt 4
Scen 1: Dogepalatset i Venedig
Dogen går med på att frige Gajolo. Men om det visar sig att Fosca har dödat Paolo måste Gajolo återvända till Venedig och avrättas. Om han inte gör det kommer han att förföljas till jordens ände.
Scen 2: Piraternas tillhåll
Åter igen fånge tror Paolo att Delia är död och längtar efter sin egen död. Fosca berättar för honom att han måste dö om inte Delia tar gift. Paolo avvisar ilsket Foscas förslag. Hon beordrar piraterna att döda Paolo, men just då kommer Gajolo och begär att Paolo friges. Han avslöjar att då Cambro försökte mörda honom i Venedig dödade han Cambro och återberättar om sitt möte med dogen - Paolo och Delia måste återvända till Venedig eller så dör han. Förvirrad ber Fosca om de älskandes förlåtelse. De lämnar henne och säger att de ska be för henne. Fosca tar giftet som var avsett för Delia och dörr. Piraterna vänder sin ilska mot Venedig.